# Stresemannstrasse
Gator med namnet finns i flera tyska städer, bland andra Hamburg och Frankfurt am Main.
Stresemannstrasse, tysk stavning: Stresemannstraße, är en bred genomfartsgata i Berlin, belägen i stadsdelarna Mitte och Kreuzberg. Gatan går från Potsdamer Platz i norr över Askanischer Platz till korsningen med Wilhelmstrasse i söder i höjd med Willy-Brandt-Haus. 
Gatan uppstod omkring 1831 i samband med stadens utvidgande västerut, då Berlins tullmur gick här. Mellan Potsdamer Tor och Anhalter Tor hade den namnet Potsdamer Communication, medan namnet Anhaltische Communication användes om sträckningen mellan Anhalter Tor och Hallesches Tor. Under mitten av 1800-talet gick tågen på Berlins första ringjärnväg Berliner Verbindungsbahn längs spår i gatan, men trafiklösningen visade sig snabbt otillräcklig för den ökande trafiken och järnvägen ersattes sedermera av Berlins ringbana längre ut från stadskärnan. Efter den preussiska segern i tysk-österrikiska kriget 1867 uppkallades hela gatans nuvarande sträckning efter slaget vid Königgrätz, under namnet Königgrätzer Straße. Under Weimarrepubliken fick gatan sitt nuvarande namn 1930 efter Gustav Stresemann, utrikesministern som avlidit året dessförinnan. Under Nazityskland uppkallades gatan 1935 efter det nyinförlivade Saarområdet som Saarlandstraße men återfick det föregående namnet 1947 under Berlins ockupation.
Stora delar av bebyggelsen förstördes i andra världskrigets bombningar. När Berlinmuren uppfördes 1961 kom den norra delen av gatan att spärras av och bli del av "dödsremsan" framför muren. Av denna anledning kom gatan först i samband med den Internationella byggutställningen 1987 att till större delen återbebyggas. Här uppstod framförallt allmännyttiga hyresrätter, för att "vinna tillbaka försummade områden som bostadsområden". Fram till 1986 planerades för en anslutning till Västberlins motorvägsnät, men detta realiserades aldrig och istället uppstod lediga grönytor på detta område. Även ett kultur- och butikshus planerades vid gatans södra ände i Y-korsningen med Wilhelmstrasse, men på grund av lokalt motstånd behölls denna plats under 1980-talet som park och lekplats. Först senare kom Willy-Brandt-Haus att uppföras på denna tomt, som idag inrymmer Tysklands socialdemokratiska partis partihögkvarter. Vid dagens Ida-Wolff-Platz uppstod grönytor istället för den tidigare planerade bostadsbebyggelsen.
Den tidigare tullmuren grävdes 1987 fram på en del av sträckningen längs gatan och rekonstruerades i höjd med nummer 62–64. Söder om Ida-Wolff-Platz finns ett kort stycke av spåren från Berliner Verbindungsbahn bevarade.

## Kända byggnader
- Stresemannstrasse 28/Wilhelmstrasse 140: Willy-Brandt-Haus, Tyska socialdemokratiska partiets partihögkvarter
- Stresemannstrasse 29: Hebbel-Theater, färdigställd 1908
- Stresemannstrasse 90: Deutschlandhaus, uppfört från 1926 till 1931 samtidigt som det angränsande Europahaus
- Askanischer Platz:
  - Portalen Neues Anhalter Tor, en bevarad ruindel av Anhalter Bahnhof som förstördes i andra världskriget.
  - Der Tagesspiegel-förlagshuset på Askanischer Platz 3. På platsen låg tidigare Siemens & Halske AG:s centrala förvaltningsbyggnad och från 1912 Accumulatoren Fabrik AG:s huvudkontor, från 1962 under företagsnamnet Varta AG.
- Stresemannstrasse 92–94: Europahaus, färdigställt 1931, idag säte för Tysklands förbundsministerium för ekonomiskt samarbete och utvecklingsfrågor.
- Stresemannstrasse 128: Annexbyggnad för det preussiska jordbruks- och skogsministeriet uppförd 1913 till 1916, idag säte för Tysklands ministerium för miljö, naturskydd och reaktorsäkerhet.

Från 1928 till 1945 fanns en underjordisk gång under gatan som förband Anhalter Bahnhof med Hotel Excelsiors källarvåning och trottoarerna vid gatan. Rester av tunneln fylldes igen 1985.

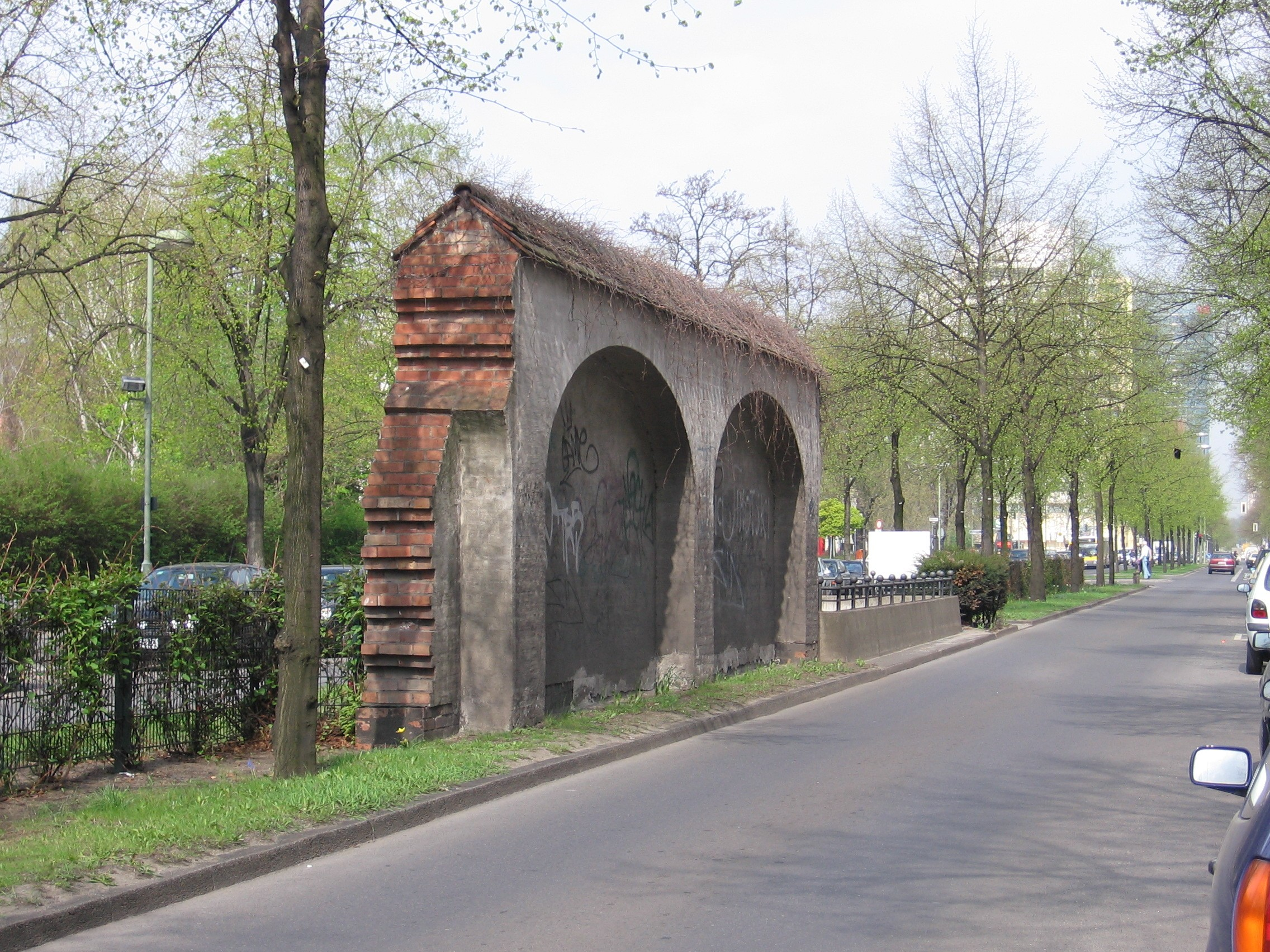
En under 1980-talet rekonstruerad del av Berlins tullmur på Stresemannstrasse
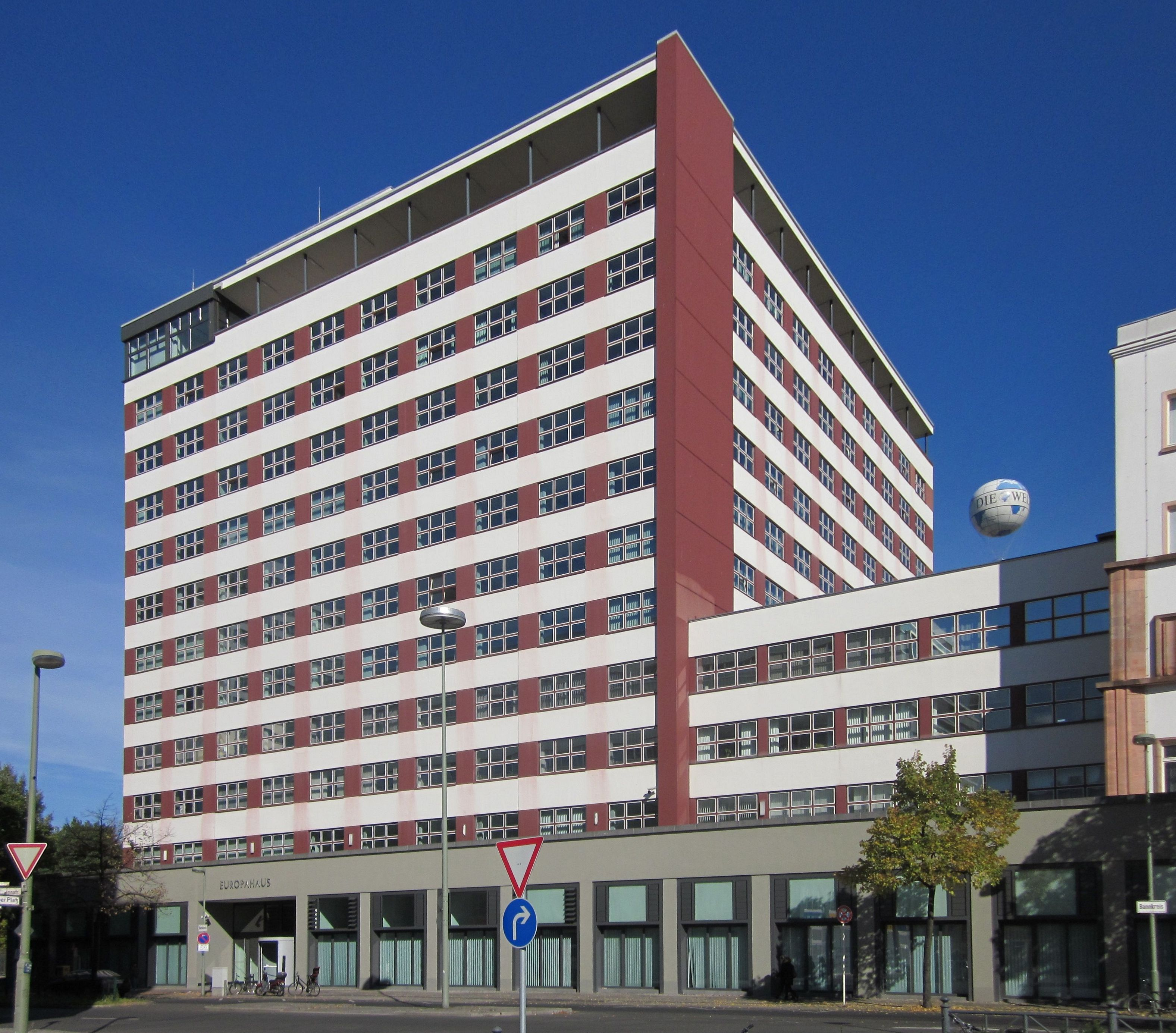
Europahaus
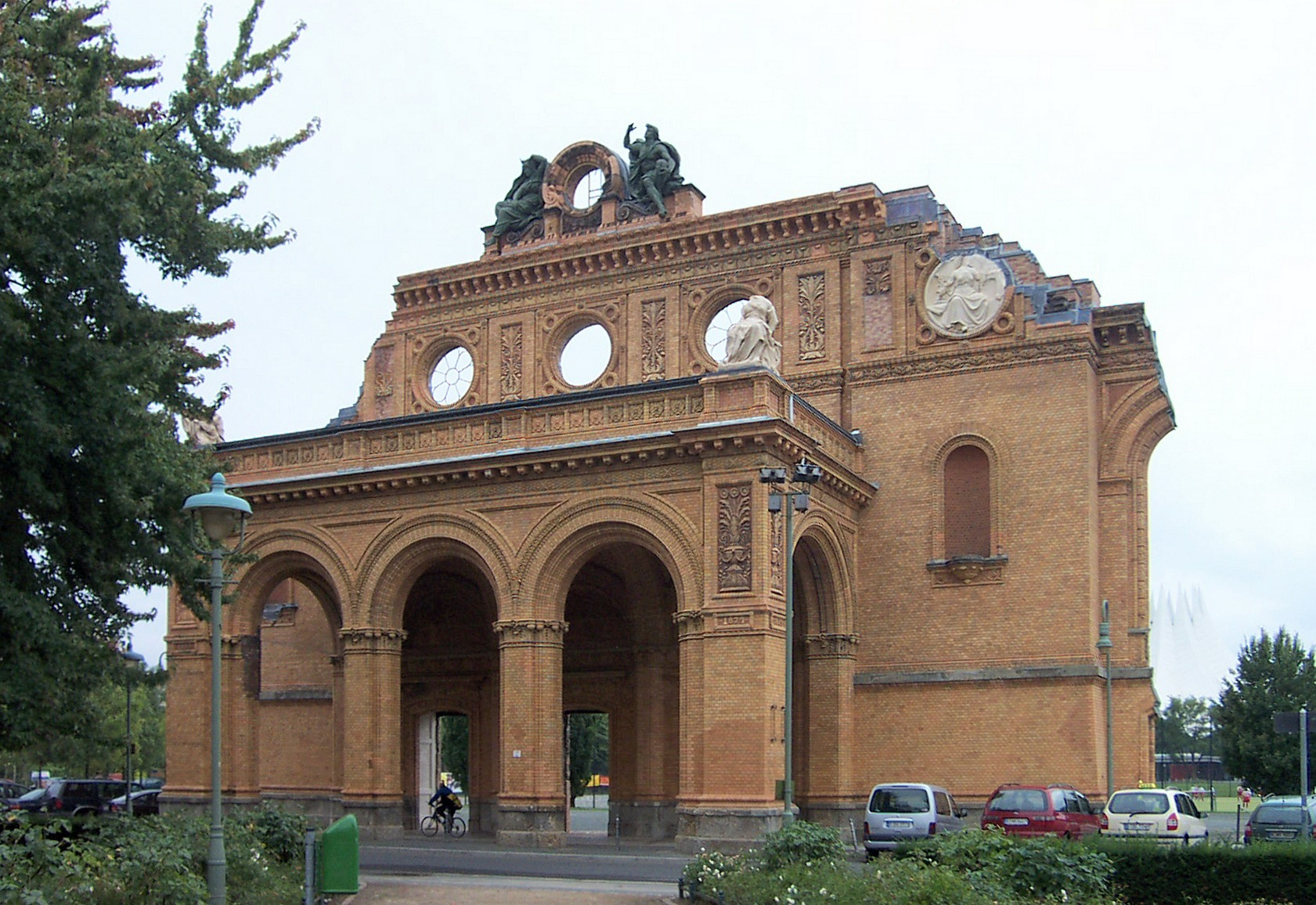
Rester av ingångsportalen till Anhalter Bahnhof
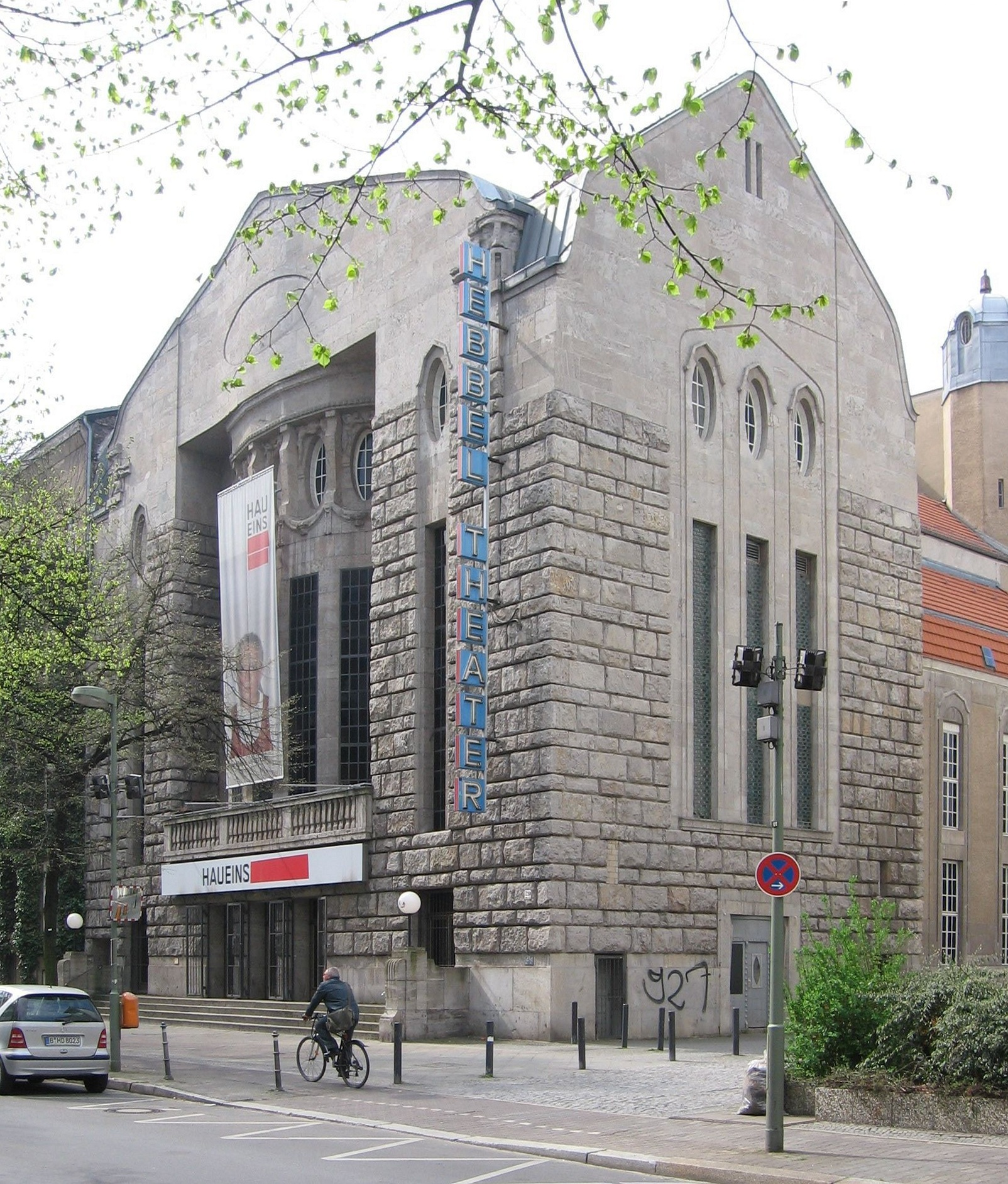
Hebbel-Theater
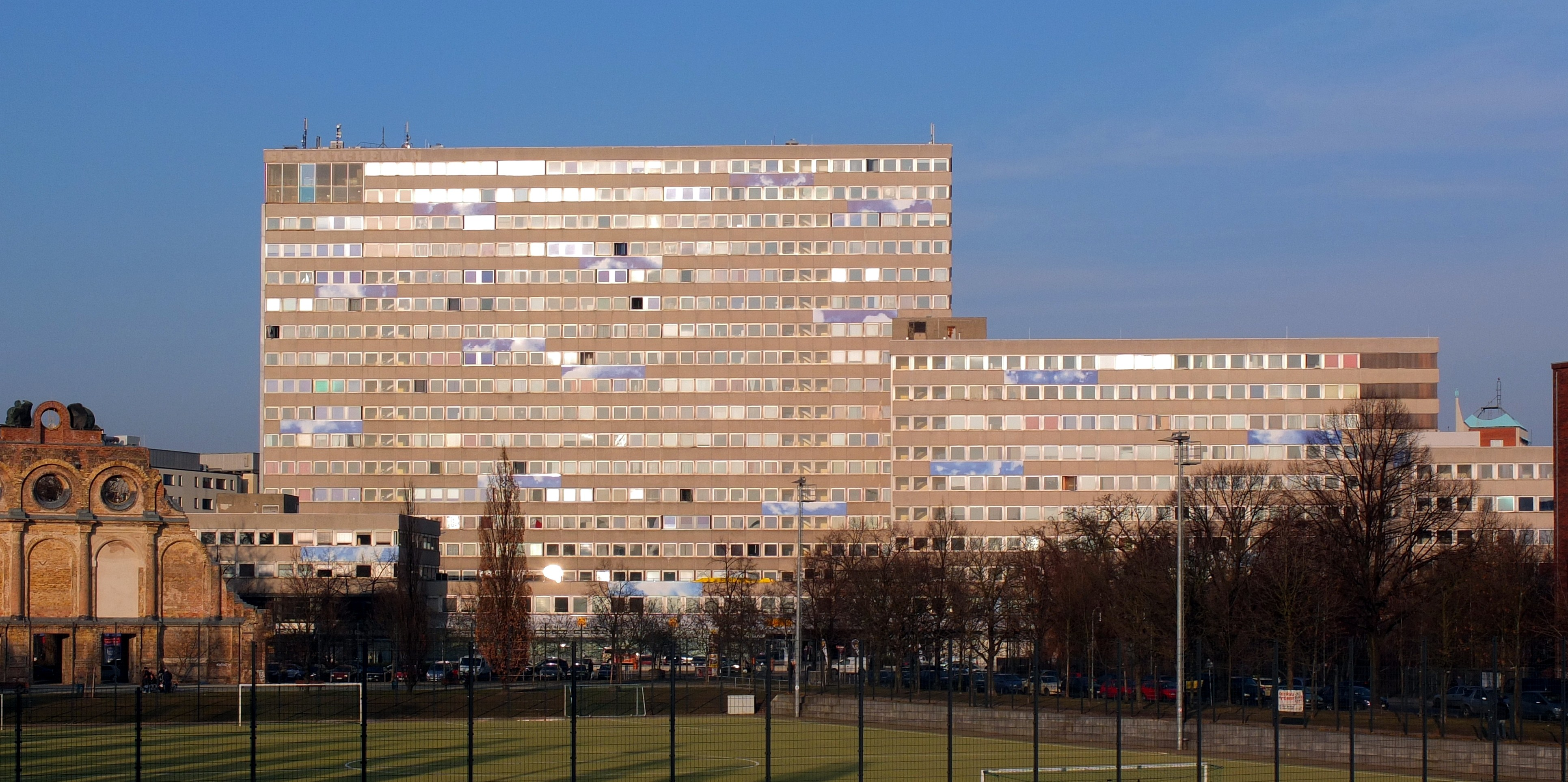
Excelsiorhaus